# 刘肃 (前凉)
刘肃，字大诚，敦煌人，五胡十六国时前凉官员。
刘肃与前涼君主张玄靓叔父张天锡是总角之交。张玄靓年幼，张天锡与张邕共同辅政，刘肃为张天锡心腹，帮助张天锡除掉张邕。张天锡杀侄张玄靓自立为主，以刘肃有功，赐姓张，改其字为大诚，并当做自己的儿子。刘肃得以参与政事，人们既怨又惧。